# Le Crocodile de la mort
Pour plus de détails, voir Fiche technique et Distribution.
Le Crocodile de la mort (Eaten Alive) est un film américain réalisé par Tobe Hooper et sorti en 1977.

## Synopsis
Clara Wood, jeune prostituée, se fait virer de son bordel par la patronne des lieux pour avoir refusé une proposition d'un client. Au cœur du Texas, la jeune femme recherche un endroit pour passer la nuit. Elle échoue alors au motel Starlight. Le gérant de l'établissement, Judd, est un maniaque qui, dans ses excès de folie, offre ses clients aux redoutables mâchoires de son crocodile du Nil.

## Fiche technique
Sauf indication contraire, les informations mentionnées dans cette section peuvent être confirmées par la base de données cinématographiques IMDb,  présente dans la section « Liens externes ».
- Titre français : Le Crocodile de la mort
- Titre original : Eaten Alive
- Réalisation : Tobe Hooper
- Scénario : Alvin L. Fast et Mardi Rustam (en)
- Musique : Wayne Bell et Tobe Hooper
- Photographie : Robert Caramico
- Montage : Michael Brown
- Production : Mardi Rustam (en)
- Société de production : Mars Productions Corporation
- Pays de production :  États-Unis
- Format : Couleurs - 1,85:1 - Mono - 35 mm
- Genre : horreur
- Durée : 91 minutes
- Dates de sortie :
  - États-Unis : 13 mai 1977
  - France : 24 mai 1978
- Classification[1] :
  - États-Unis : R
  - France : interdit aux moins de 18 ans (ensuite -16 ans)

## Distribution
- Neville Brand (VF : Henry Djanik) : Judd (inspiré de Joe Ball)
- Marilyn Burns : Faye
- Crystin Sinclaire : Libby Wood
- Mel Ferrer : Harvey Wood
- William Finley : Roy
- Stuart Whitman (VF : Claude Joseph) : le shérif Martin
- Robert Englund (VF : Gérard Hernandez) : Buck
- Roberta Collins (VF : Monique Thierry) : Clara
- Carolyn Jones : Rebecca dite Hattie
- Kyle Richards : Angie
- Janus Blythe (en) : Lynette
- Betty Cole : Ruby
- Sig Sakowicz : l'adjoint
- Christine Schneider : la serveuse
- David Carson : Marlo

## Production
Après le succès de Massacre à la tronçonneuse (1974), le producteur Mardi Rustam fait appel à Tobe Hooper dans le but de produire un nouveau succès dans la lignée du récent blockbuster Les Dents de la mer (1976) de Steven Spielberg. Le scénario s'inspire plus ou moins du tueur en série Joe Ball.
Plusieurs versions du crocodile sont construites avec différentes tailles suivant les séquences à tourner. Le tournage a lieu entièrement dans les Raleigh Studios à Hollywood. Cela a été fait pour diminuer les coûts de production, alors que la ville texane d'Amarillo avait été envisagée. Tobe Hooper quitte la production avant la fin du tournage pour cause de divergences artistiques, laissant au producteur Mardi Rustam tout contrôle sur le montage et le tournage des plans manquants. La réalisation sera alors assurée par le directeur de la photographie Robert Caramico.

## Accueil
Le film reçoit des critiques mitigées. Sur l'agrégateur américain Rotten Tomatoes, il ne récolte que 33% d'opinions favorables pour 18 critiques et une note moyenne de 4,6⁄10. Le consensus suivant résume les critiques compilées par le site : «  ». Sur Metacritic, il obtient une note moyenne de 48⁄100 pour 6 critiques.
Dans une critique-analyse du film, de DVD Classik écrit notamment « Il serait sans aucun doute vain d’espérer trouver dans Le Crocodile de la Mort un choc comparable à celui éprouvé à la vision de Massacre à la tronçonneuse. Toutefois, il demeure tout à fait intéressant dans la carrière de Hooper et passionnera tous les amateurs de films d’exploitation… même s’il décevra les fans de films de monstres. »

## Distinctions
- Nomination au prix du meilleur film d'horreur` aux Saturn Awards 1977[8].
- Grand Prix et prix d’interprétation masculine pour Neville Brand, lors du festival international du film fantastique et de science-fiction de Paris en 1978.
- En compétition officielle au festival international du film fantastique d'Avoriaz 1978.

## Commentaires
À l'instar du requin dans Les Dents de la mer (1976) de Steven Spielberg, Tobe Hooper limite ici les apparitions de l'animal, conscient de son manque de crédibilité. Le véritable monstre est plutôt Judd, le gérant schizophrène du motel. Sa schizophrénie est notamment illustrée par son « jeu » de lunettes : avec il n’est qu’un gentil redneck dégénéré, sans ses lunettes il se transforme en meurtrier furieux. Par ailleurs, Tobe Hooper fait de nombreuses allusions à son précédent film, notamment avec la poursuite dans la forêt.
Tobe Hooper sera par la suite l'auteur de Crocodile (2000), autre film mettant en scène cet animal.